# Кино с запахом
Кино с запахом — система, согласно которой зрители на протяжении фильма должны чувствовать определённые запахи, что по идее должно помочь ещё больше окунуть зрителей в атмосферу картины.

## История

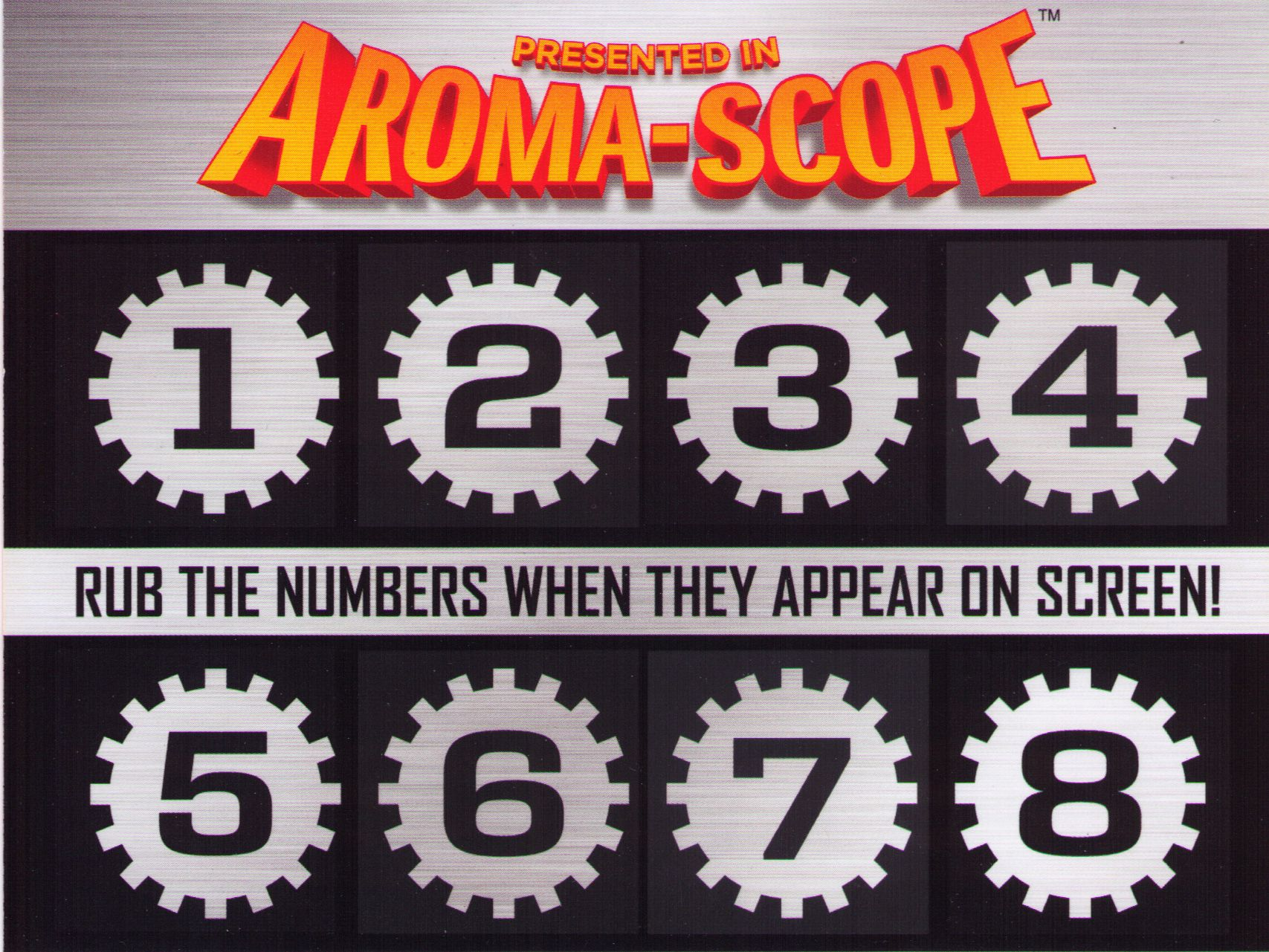
Карта — аромаскоп, выдававшаяся на фильм «Дети шпионов 4D»

Попытки создать кино с запахом предпринимались с 1906 года, когда хозяин одного из кинотеатров Пенсильвании при показе киножурнала  махал в зале тряпочкой, пропитанной розовым маслом. В 1958 году итальянский режиссёр Карло Лидзани снял документальный фильм «Китайская стена», при показе которого более сотни запахов подавались в зал через вентиляцию. В 1960 году швейцарский инженер Ханс Лаубе разработал систему «Smell-O-Vision», которая на практике применялась лишь для одного фильма — «Запах тайны» режиссёра Джека Кардиффа. Этот фильм был показан в трёх специально оборудованных кинотеатрах: в Нью-Йорке, Лос-Анджелесе и Чикаго. К каждому зрительскому месту была подведена трубка, и запахи распылялись централизованно по всему залу. Система работала без участия оператора по заранее выставленным временны́м интервалам сюжета фильма. Однако первые показы вызвали не самые лучшие отзывы зрителей: одни жаловались на громкое шипение во время подачи запахов, другие (особенно те, кто находился на балконе) на то, что запахи не были хорошо синхронизированы относительно действия на экране, третьи не могли чётко ощутить эти запахи. В 1980-х годах фильм был один раз был показан по MTV, а также по нескольким местным телеканалам. Для полноценного просмотра этой ленты зрителям рекомендовалось покупать в ближайших магазинах специальные карточки, потерев которые можно было обонять необходимые запахи по ходу сюжета. Такая система получила название «Scratch and sniff» (рус. потри и нюхай). В 2006 году в кинотеатрах Японии на премьере голливудской картины «Новый мир» был опробован генератор запахов, представленный японской компанией «Mirapro», который передавал ароматы при помощи специального устройства – замкнутой сферы, наполненной тридцати двумя видами ароматических масел и подключенной к компьютеру. Карточки — аромаскопы (Aroma-Scope) выдавали зрителям вместе с билетами и на фильм «Дети шпионов 4D».